# Kirył Kniazieu
Kirył Kniazieu, biał. Кірыл Князеў (ur. 9 marca 1990 w Słucku) – białoruski piłkarz ręczny, rozgrywający, od 2020 zawodnik SPR-u Tarnów.

## Kariera sportowa
W latach 2010–2012 był zawodnikiem SKA Mińsk. W sezonie 2012/2013 występował w Mieszkowie Brześć. W latach 2013–2015 ponownie reprezentował barwy SKA Mińsk. Ze stołecznym zespołem w sezonie 2013/2014, w którym rozegrał osiem meczów i zdobył 40 goli, oraz w sezonie 2014/2015, w którym wystąpił w ośmiu spotkaniach i rzucił 22 bramki, wygrał rozgrywki Baltic Handball League. W barwach obu białoruskich klubów grał w Pucharze EHF.
W latach 2015–2017 był graczem Pogoni Szczecin. W sezonie 2015/2016 rozegrał w Superlidze 27 meczów i zdobył 108 goli. Ponadto wystąpił w dwóch meczach Pucharu EHF z węgierskim Csurgói KK, w których rzucił siedem bramek. W sezonie 2016/2017 rozegrał w lidze 33 spotkania, w których zdobył 111 goli.
W 2017 przeszedł do MKS-u Kalisz. W sezonie 2017/2018, w którym wystąpił w 34 meczach i rzucił 154 bramki, zajął 6. miejsce w klasyfikacji najlepszych strzelców Superligi. W sezonie 2018/2019 rozegrał w lidze 33 spotkania i zdobył 123 gole. W sezonie 2019/2020, w którym pauzował w kilku kolejkach z powodu kontuzji, wystąpił w 14 ligowych meczach, w których rzucił 82 bramki. W lipcu 2020 przeszedł do SPR-u Tarnów, z którym podpisał roczny kontrakt.
Reprezentant Białorusi. W 2013 uczestniczył w mistrzostwach świata w Hiszpanii, podczas których rozegrał cztery mecze i zdobył pięć goli. W 2015 wziął udział w mistrzostwach świata w Katarze, w których wystąpił we wszystkich siedmiu spotkaniach i rzucił osiem bramek (skuteczność: 38%).

## Sukcesy
SKA Mińsk
- Baltic Handball League: 2013/2014, 2014/2015

## Statystyki
| Klub                            | Sezon     | Superliga | Superliga | Superliga |   | Puchar Polski | Puchar Polski | Puchar Polski |   | Puchar EHF | Puchar EHF | Puchar EHF |     | Razem | Razem | Razem |
| Klub                            | Sezon     | M         | B         | Śr.       | M | B             | Śr.           | M             | B | Śr.        | M          | B          | Śr. |       |       |       |
| ------------------------------- | --------- | --------- | --------- | --------- | - | ------------- | ------------- | ------------- | - | ---------- | ---------- | ---------- | --- | ----- | ----- | ----- |
| Pogoń Szczecin                  | 2015/2016 | 27        | 108       | 4         | 1 | 2             | 2             | 2             | 7 | 3,5        | 30         | 117        | 3,9 |       |       |       |
| Pogoń Szczecin                  | 2016/2017 | 33        | 111       | 3,4       | 3 | 11            | 3,7           | –             | – | –          | 36         | 122        | 3,4 |       |       |       |
| Pogoń Szczecin                  | Razem     | 60        | 219       | 3,7       | 4 | 13            | 3,3           | 2             | 7 | 3,5        | 66         | 239        | 3,6 |       |       |       |
| MKS Kalisz                      | 2017/2018 | 34        | 154       | 4,5       | 2 | 10            | 5             | –             | – | –          | 36         | 164        | 4,8 |       |       |       |
| MKS Kalisz                      | 2018/2019 | 33        | 123       | 3,7       | 4 | 18            | 4,5           | –             | – | –          | 37         | 141        | 3,8 |       |       |       |
| MKS Kalisz                      | 2019/2020 | 14        | 82        | 5,9       | 1 | 4             | 4             | –             | – | –          | 15         | 86         | 5,7 |       |       |       |
| MKS Kalisz                      | Razem     | 81        | 359       | 4,4       | 7 | 32            | 4,6           | –             | – | –          | 88         | 391        | 4,4 |       |       |       |
| Stan na koniec sezonu 2019/2020 |           |           |           |           |   |               |               |               |   |            |            |            |     |       |       |       |